# Каховское шоссе
Каховское шоссе  — шоссе в Мелитополе. Начинается от улицы Ивана Алексеева (на перекрёстке с улицей Леваневского). Пересекает железную дорогу Харьков—Крым, на круговом перекрёстке соединяется с объездной, идущей с Нового Мелитополя и выходит из города в направлении Каховки. По шоссе проходит автодорога М-14 «Одесса — Мелитополь — Новоазовск».
Почти полностью представляет собой промышленную зону.

## Название
Своё название шоссе получило из-за того, что является южным выездом из Мелитополя в сторону города Каховки (Херсонская область).
В свою очередь, Каховка названа в честь русского генерала и губернатора Михаила Каховского (1734—1800).

## История
Уже в начале XX века на месте нынешнего шоссе проходила дорога из Мелитополя на Каховку.
Первое известное упоминание Каховской дороги в городской топонимике датируется 1926 годом (упоминается в регистрационном списке земельных участков). Примечательно, что в то время современная улица Ивана Алексеева, продолжением которой является Каховское шоссе, называлась Каховской улицей.
Во время Великой Отечественной войны, согласно немецким картам 1943 года, в начале шоссе располагались огороды частного сектора современной улицы Леваневского. Начиная от железнодорожного переезда и дальше в сторону от города, вдоль шоссе были высажены лесные полосы.
В 1954 году в протоколе заседания горисполкома Каховское шоссе впервые упоминается под своим современным названием.
В 1964 году строящийся в районе Каховского шоссе комплекс цветнолитейных цехов Мелитопольского моторного завода был выделен в самостоятельное предприятие — «Автоцветлит». Сейчас именем этого завода называется конечная остановка маршруток и весь промышленный район восточнее Каховского шоссе.
В период независимости Украины долгие годы на шоссе не было уличного освещения, и только в конце 2011 — начале 2012 года неработающие фонари были восстановлены.

## Транспорт
В районе завода «Автоцветлит» находится одноимённая конечная остановка городских автобусов.
Маршруты:
- № 1А (ж/д вокзал — Автоцветлит);
- № 6 (Моторный завод — Автоцветлит);
- № 6А (завод «Рефма» — Автоцветлит);
- № 14 (Лесопарк — Автоцветлит);
- № 24А (Северный Переезд — Автоцветлит);
- № 31 (Межрайбаза — Автоцветлит).

## Объекты
- Завод «Автоцветлит»: алюминиевое, магниевое, стальное и чугунное литьё (Каховское шоссе, 27)[8].
- Агрофирма «Овощевод»: тепличный комбинат, грибной комплекс, плодоносящий сад (Каховское шоссе, 25)[9].
- ОАО «Завод железобетонных изделий № 5» (Каховское шоссе, 20).
- Хозрасчётное подразделение завода «АвтоЗАЗ-Мотор»: выпуск двигателей и коробок передач для легковых автомобилей (Каховское шоссе, 17).
- ООО «Магнит»: продажа стройматериалов (Каховское шоссе, 14).
- Мелитопольский институт государственного и муниципального управления Классического приватного университета (Каховское шоссе, 8/2)[10].
- Группа компаний «Пищемаш»: линии розлива пищевых напитков (Каховское шоссе, 8)[11].
- ООО «Таврическая литейная компания ТАЛКO»: алюминиевое и стальное литьё, механосборочный цех (Каховское шоссе, 4)[12].
- ООО «МПИ-АГРО» / ТМ «Русь»: ремкомплекты, запчасти к сельскохозяйственной технике (Каховское шоссе, 3/5)[13].
- ЧП «Авто-Дизель Сервис»: грузоперевозки (Каховское шоссе, 2).

## Интересные факты
- В разные годы в Мелитополе 5 других улиц и переулков назывались Каховскими. Теперь в городе осталась только одна «тёзка» шоссе — Каховская улица[3].

## Галерея

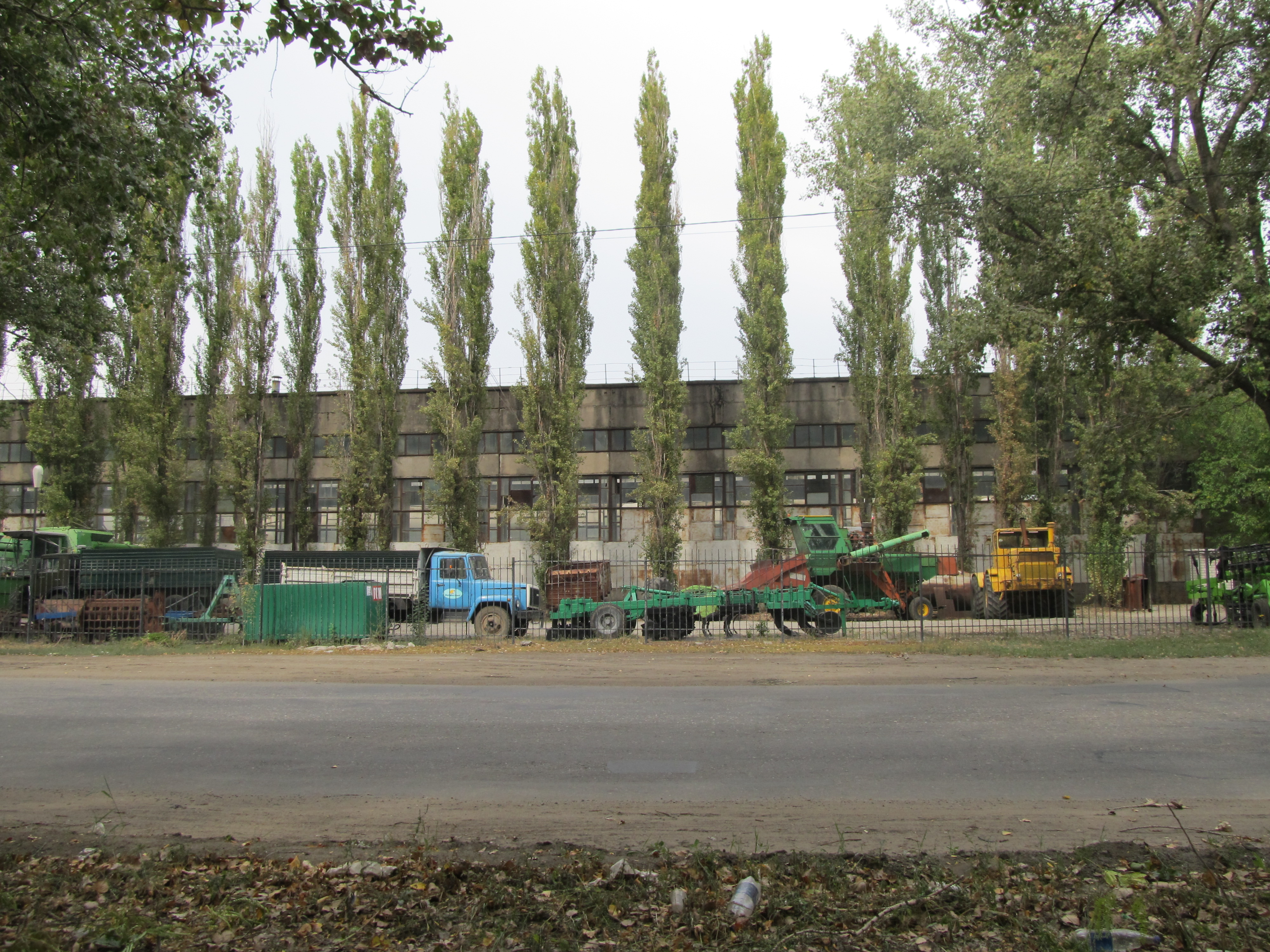
выставка-продажа
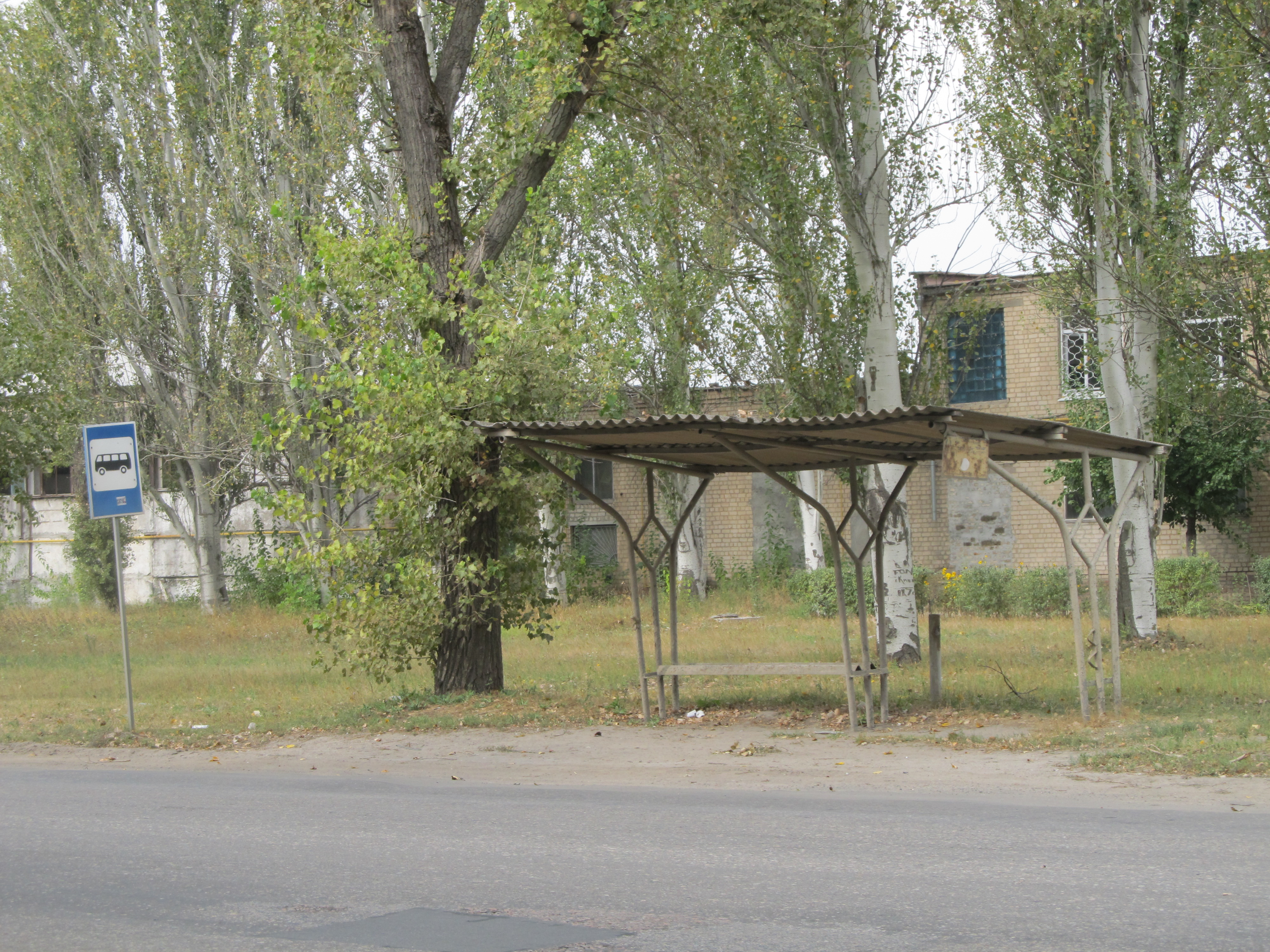
остановка «ЖБК»
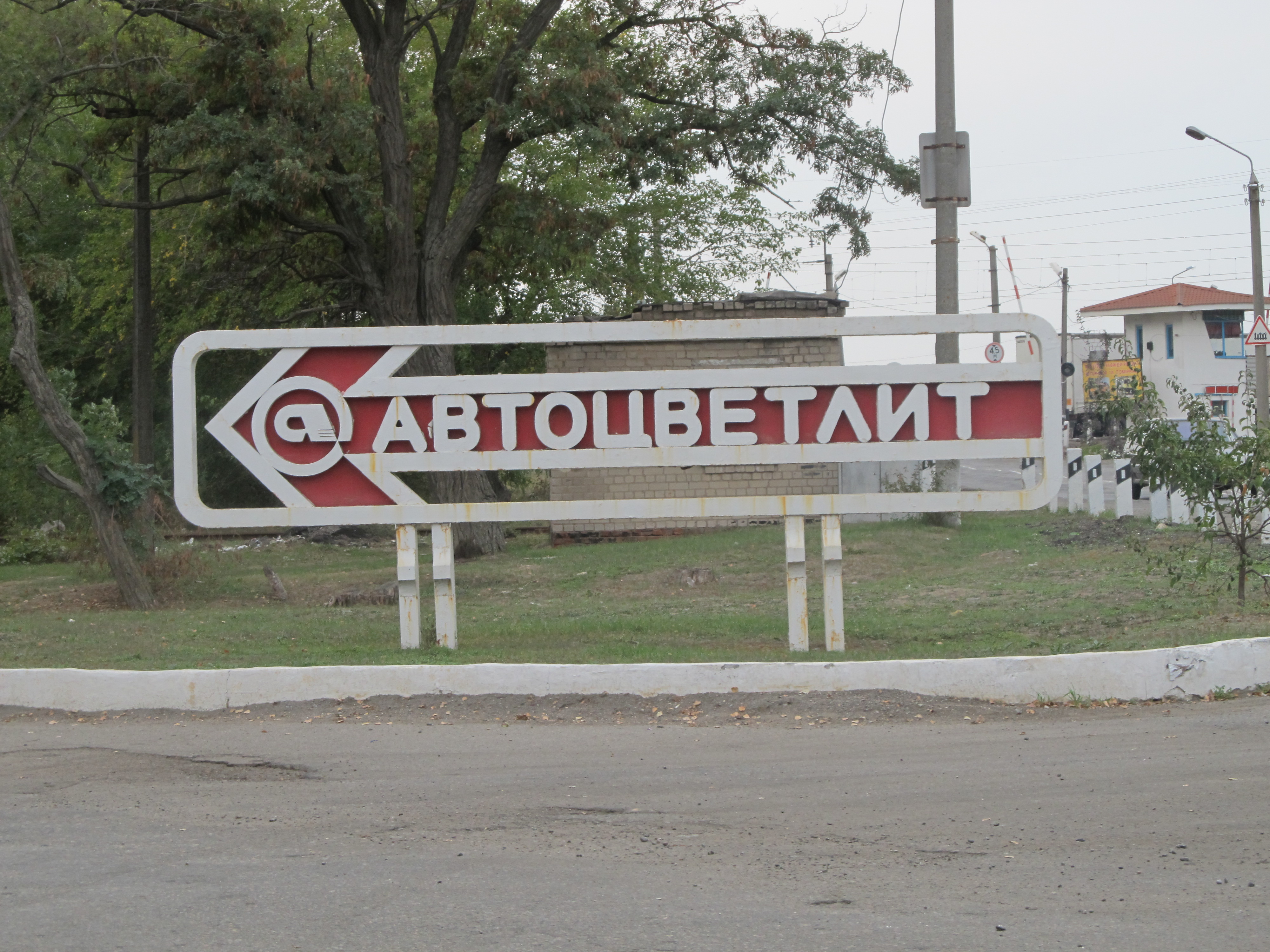
указатель на поворот к заводу «Автоцветлит»
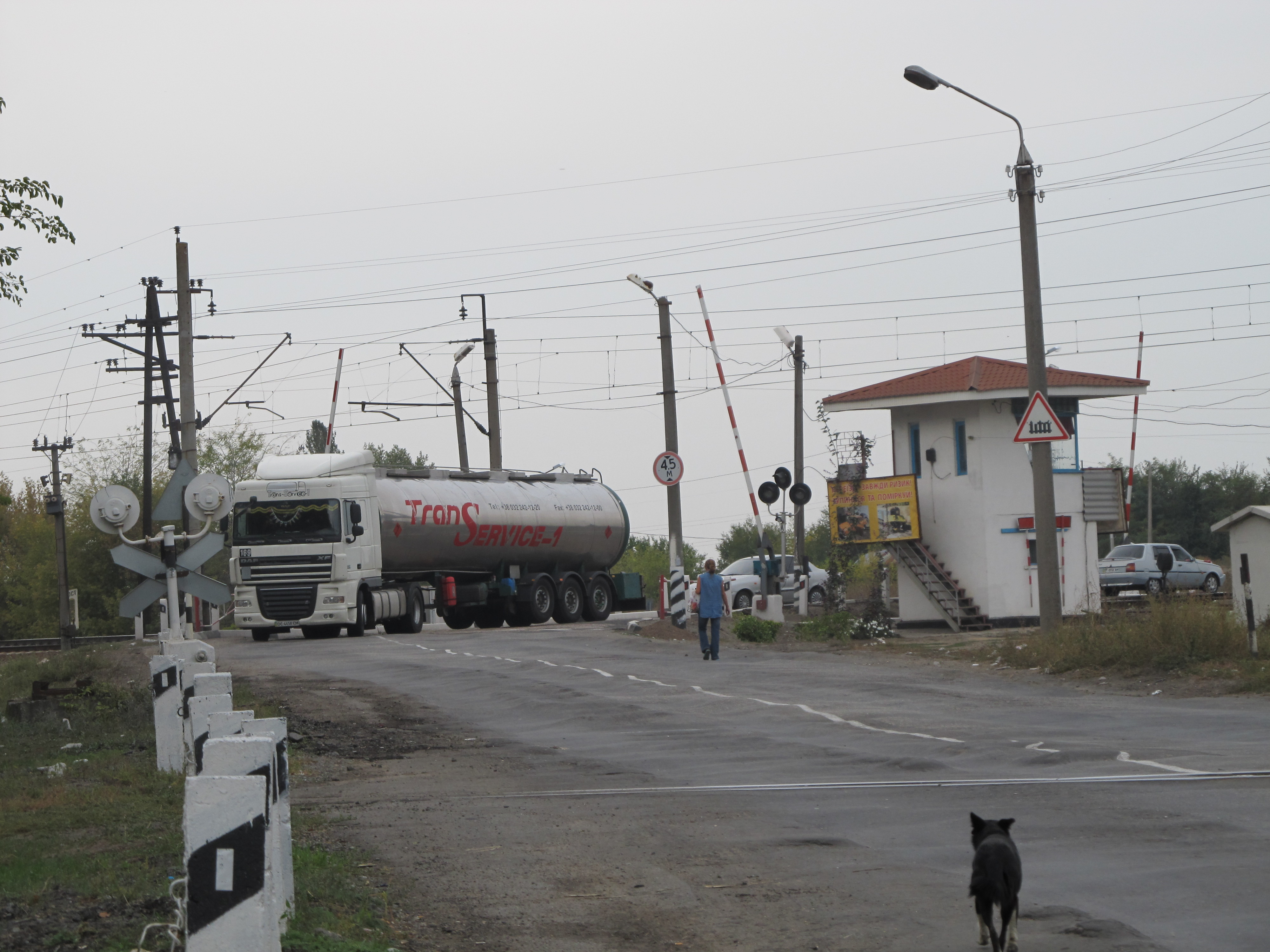
южный переезд через железную дорогу